# Cantonul Charenton-du-Cher
Cantonul Charenton-du-Cher este un canton din arondismentul Saint-Amand-Montrond, departamentul Cher, regiunea Centru, Franța.

## Comune
- Arpheuilles
- Bannegon
- Bessais-le-Fromental
- Charenton-du-Cher (reședință)
- Coust
- Thaumiers
- Vernais
- Le Pondy
- Saint-Pierre-les-Étieux